# 박금준
박금준(朴金準, Park Kum-jun, 1963년 ~ )은 대한민국의 그래픽 디자이너이다. 홍익대학교 미술대학에서 산업도안(시각디자인)을 전공, 같은 대학 광고홍보대학원에서 석사과정을 졸업하였다. 제일기획 아트디렉터를 거쳐 1998년 601비상을 설립, 대표로 있다. 1999년부터 2005년까지 홍익대학교에서 학생들을 가르쳤다. 2003년부터 8년 동안 '601아트북프로젝트'를 진행하였다.

## 경력

### 현재
- 1998- 601비상 대표
- 2001- 601비상 디자인연구소 소장
- 2006- 대한민국디자인전 초대디자이너

### 과거
- 1988 -1992 쌍용그룹홍보실 / 디자이너
- 1993 -1997 제일기획 커뮤니케이션아트팀 / 아트디렉터
- 2002 -2005 홍익대학교 시각디자인과 겸임교수

## 수상

### 해외
- 제12회 도야마국제포스터트리엔날레(The International Poster Triennial in TOYAMA2018) Bronze Prize

- 제2회 선전국제포스터페스티벌(International Poster Festival Shenzen)[1] 그랑프리(Grand Prix) (2016)
- 골든비11, 모스크바국제그래픽비엔날레[2] 그랑프리(Grand Prix) (2014)
- 독일 레드닷 어워드[3]올해의 에이전시2012 수상
- 독일 레드닷 어워드 그랑프리 (2012), 최고상(Best of the Best) 6회 (2007, 2009,2011,2013)
- 뉴욕아트디렉터즈클럽(ADC) 골드 (2002), 실버 (2009, 2014), 브론즈 (2005, 2008)
- 뉴욕페스티벌 골드 (2007), 실버 (2007), 브론즈 (2004, 2010, 2011)
- 뉴욕 원쇼(The One Show) 골드펜슬 (2013, 2014), 실버펜슬 (2005, 2014), 브론즈펜슬 (2008, 2012)
- 뉴욕 타입디렉터즈클럽(Type Directors Club)  위너 (2006, 2007, 2008, 2009, 2010, 2011, 2013, 2015)
- 뉴욕 그라피스 브로슈어 (2007)
- 뉴욕 그라피스 포스터 (1997, 1998, 1999, 2000, 2002, 2003, 2005, 2010, 2011)
- 뉴욕 그라피스 디자인 (2006, 2011)
- 커뮤니케이션아트 위너 (2008, 2012)
- I.D. 애뉴얼 디자인 리뷰 그래픽부문 최고상(Best of Category)(2009), 디자인디스팅션(Design Distinction)(2009, 2010), 어너어블멘션(Honorable Mention) (2007, 2008, 2009)
- 타이완 국제포스터어워드 그랑프리(Grand Prize) (2014), 골드 (2009), 실버(2013)
- 트르나바 국제포스터트리엔날레 특별상 (2009)
- 코리아 국제포스터비엔날레 금상 (2004)
- 아시아를 위한디자인 (Design For Asia award)2010 대상(Grand Awards)
- 중국국제포스터비엔날레2011 그랑프리(Grand Prix), 심사위원특별상(2014) 외 다수

### 대한민국
- 은탑산업훈장(2011)
- 코리아 크리에이티브 디자인 어워드 수상 (2006)
- 코리아디자인어워드 시각디자인부문 수상 (2002, 2004)
- 대한민국디자인전 상공자원부장관상 (1994)
- 대한민국 여권 디자인 지명공모 우수상(외교통상부, 문화관광부)
- 보건사회부 장관 표창 외 다수

## 작품

### 함축과 실험, 포스터
박금준의 포스터는 프로젝트마다 다양한 접근 방법을 취했다. 17회 인천아시안게임 공식포스터는 대회 엠블럼처럼 조각을 이어 스포츠 맨을 형상화했으며, 광주디자인비엔날레 포스터는 한글을 기하학적인 이미지로 상징화해 대중에게 친근히 다가가고 이해하기 쉬운 디자인을 의도했다. 그는 이외에도 여수세계박람회, DDP개관기념 등 공식 포스터들과 기업홍보, 문화, 이벤트 등의 포스터를 제작하였다. 그의 포스터 작업은 양립되는 개념으로 메시지를 극대화하면서 조화를 꾀한다. 대표적으로 《디지로그601》 포스터가 있으며, 2012년 레드닷 올해의 에이전시 수상기념으로 제작되었다. 다산의 상징인 개구리를 모티브로 개구리 글자를 개발하여 남성과 여성, 시간과 공간, 동양과 서양, 시작과 끝이라는 대립적인 두 개념이 서로 보완하며 상생하는 정신을 표현했다. 이 포스터는 골든비11, 모스크바국제그래픽비엔날레에서 그랑프리를 수상하였다.

#### 공식포스터
- 2014 DDP 개관기념
- 2013 광주디자인비엔날레
- 2012 여수세계박람회
- 제17회 인천아시안게임

### 사회문화적 가치, 캘린더

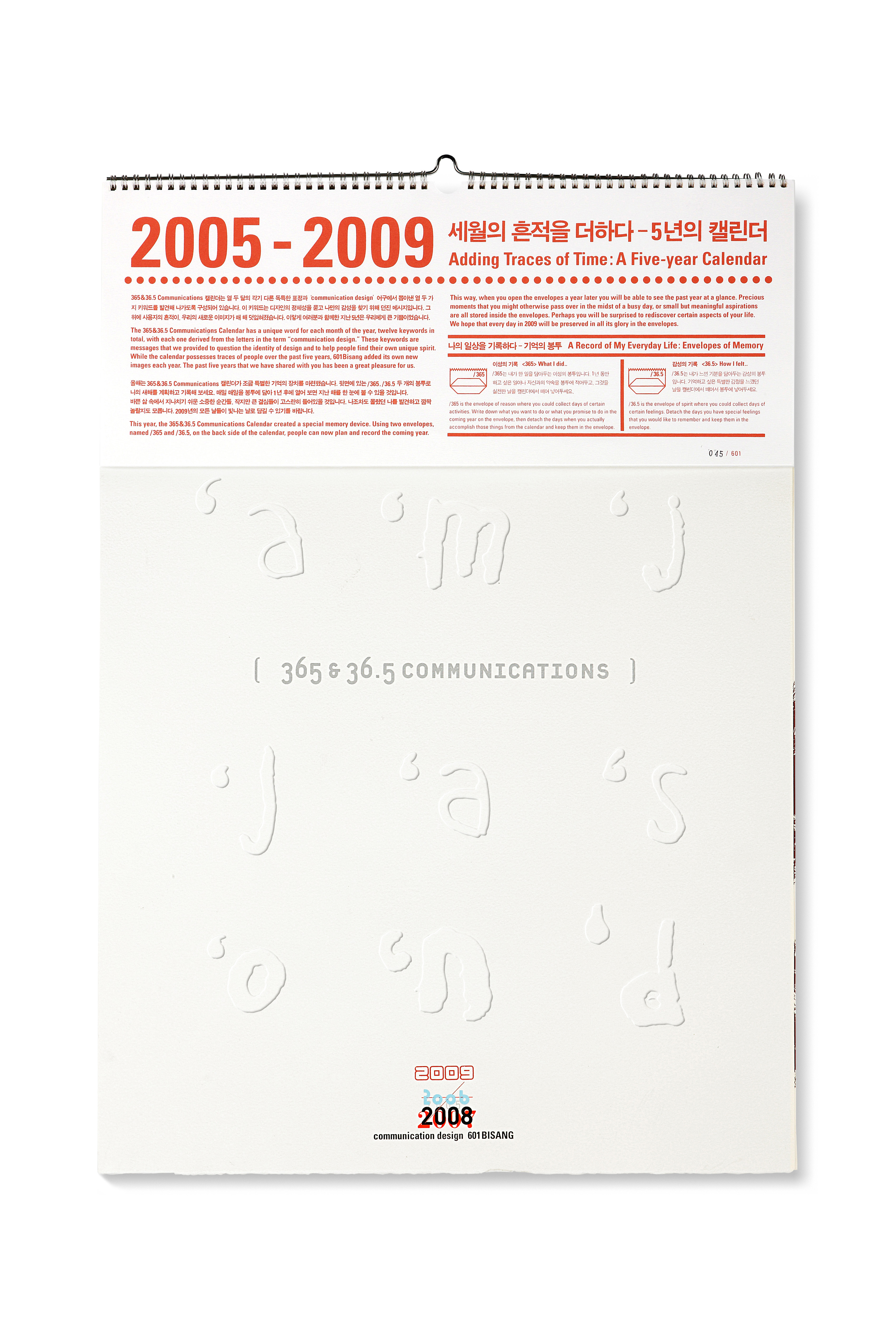
365&36.5 Communications

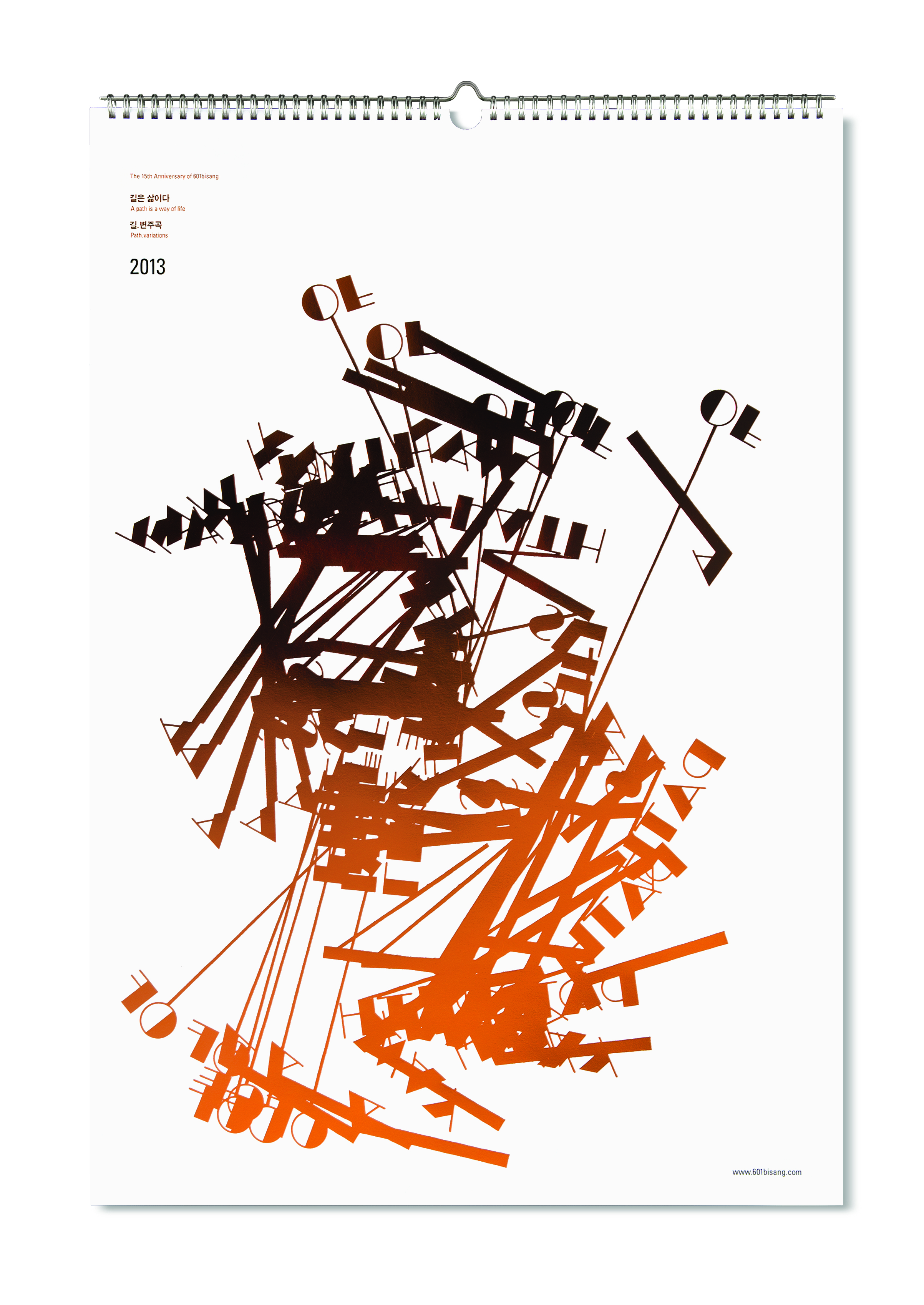
path vari calendar

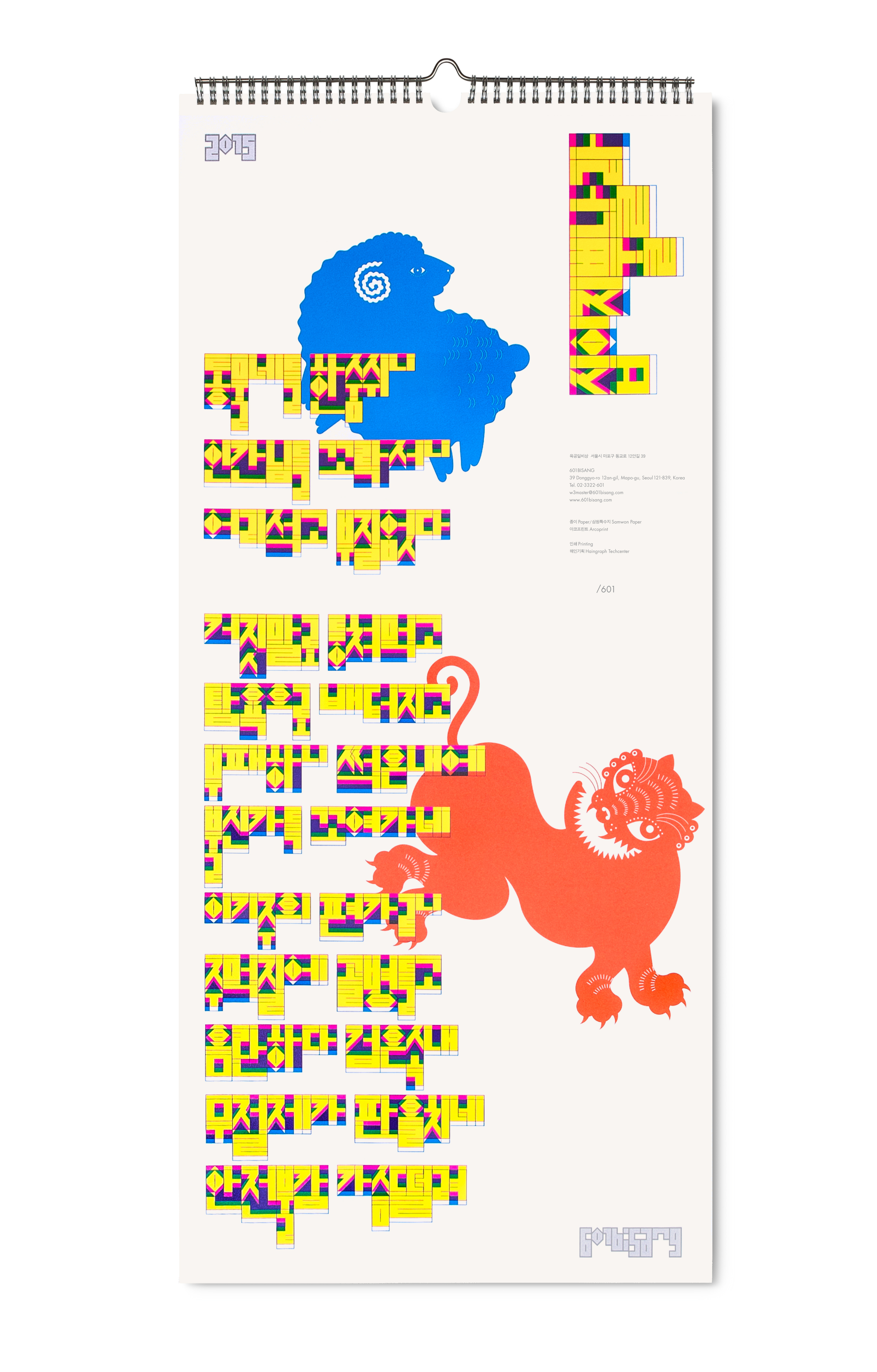
Sibiji Bbullala: Beware of the Wrath of the Twelve Animals of the Chinese Zodiac

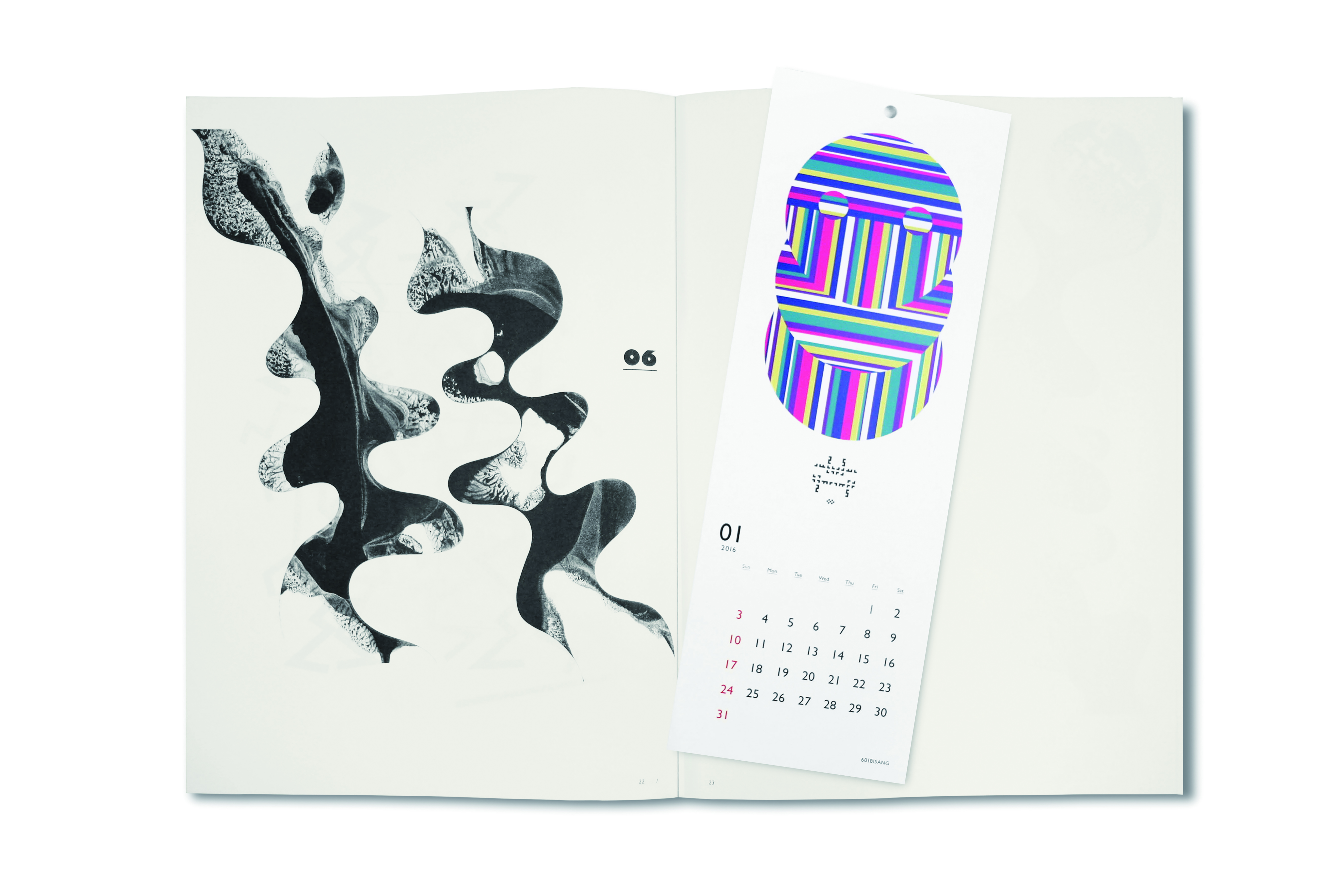

박금준은 1997년 폐품을 활용하여 오리온(동양제과)캘린더를 제작했다. 5년 동안 같은 콘셉트의 캘린더 작업을 통해 캘린더가 적극적 문화마케팅의 도구가 됨을 보여주었다. 이 ‘재활용품 캘린더’는 대한민국 내 5종의 고등학교 미술 교과서에도 수록되어 있다.
2005년에는 〈365&36.5 communications〉 캘린더를 601부 한정 제작했다. 한 해만 사용하고 버려지는 것이 아니라 연말에 회수하여 다음 해 캘린더로 재생산, 재배포하는 형식을 취했고, 2009년까지 총 5년 동안 사용자와 제작자 간의 커뮤니케이션이 이뤄졌다. 이 캘린더는 “5년 재활용 캘린더에서처럼 박금준은 타이포그래피와 회화의 경계를 넘나드는 디자인을 한다”며 《멕스의 그래픽디자인 역사(Meggs’ History of Graphic Design)》5번째(2012)와 6번째(2016) 에디션에 소개되었다. 이후 박금준은 한글을 이용한 캘린더로 2012년 꿈과 길에 관한 단상들을 한글로 표현한 〈12/꿈.길〉캘린더를, 2013년 새로운 ‘길’을 간다는 의미로 한글 초성 ‘ㄱ’과 ‘길’자를 이용해 이미지의 형상과 의미를 강조한 〈길변주곡〉을 제작했다. 2014년에는 12가지 순 한국어 단어에 형태와 표정을 입혀 한글의 조형미를 〈한말글〉로 풀어냈다. 2015년도에는 〈십이지뿔날라〉캘린더를 통해 동물이 인간세상에 던지는 해학과 풍자의 메시지를 한글 타이포그래피로 표현했으며 뿔날라 서체를 개발하기도 했다.

### 601아트북 프로젝트
2003년부터 시작된 ‘601아트북프로젝트’는 아트북 장르 활성화를 위해 기획되었으며, 박금준은 이 프로젝트의 디렉터이다.책이 단지 글을 담는 도구가 아니라 예술 지향적인 총합체라는 개념을 설정하고 책이라는 매체가 가지는 한계를 뛰어넘는 작업물을 발굴하고 장려했다. 이후 미국, 프랑스, 독일, 일본 등지의 해외 출품작이 늘어났으며 국제적인 공모전으로 성장했다. ‘601아트북프로젝트’의 공모전 포스터와 도록은 매년 다른 콘셉트의 실험과 시도를 통해 제작되었다. 이 포스터와 도록은 I.D.의 '애뉴얼 디자인리뷰2009 베스트오브카테고리'를 수상했으며, TDC, 레드닷 등에서도 작품성을 인정받았다. 타셴에서 발간된〈Asian Graphics Now!>(2010)와 프랑스에서 출판된< We love books! A world tour>(2008,2015)에서도 다뤄졌다. '601아트북프로젝트'는 2003년부터 2010년까지 총 8회 동안 진행되었다.

## 한글의 예술화
2010년 이후 박금준의 작품 세계를 아우르는 것은 한글이다. 그는 소리를 조형적으로 구현하고 뜻을 음악적으로 변주함으로써 입체적 해석이 가능한 언어로 한글의 외연을 넓히고 있다. 이러한 한글의 조형적 아름다움을 표현하기 위해 포스터나 입체간판, 한글가구, 한글의 자모로 만든 한글가면, 한글 소리카드, 한글달력 등 다양한 실험을 이어갔다. 일상적으로 사용하는 문구류를 비롯 스카프와 지갑 등 아트상품에 한글을 접목함으로써 대중에게 친숙하게 다가가고자 했다. 박금준은 2009년에 한글날 프로젝트의 일환으로 열린 <간판투성이 展>을 기획, 참여했다.이 전시는 무질서한 간판으로 뒤덮인 도시 풍경에 대한 대안으로 마련되었다. 25명의 작가와 디자이너가 참여한 이 전시를 통해 박금준은 소위 간판 법에서 벗어나 작가 스스로가 간판을 정의하도록 했으며, 한글의 아름다움을 드러낸 입체적인 작업으로 간판의 새로운 대안을 제시하고자 했다. 2012년에는 남서울미술관에서 개최된 서울 미술 대전 <한글TRANS : 영감과 소통의 예술>전에 한글 설치 작업과 다수의 평면 작업으로 참여하였다. 타자기와 벽시계, 악기 등을 해체하고 재조합해 한글의 타이포그라피의 확장 가능성을 보여주었다. 2014년에는 한국디자인진흥원과 601비상의 주관으로 ‘이제 한글이다’워크숍을 기획, 진행했다.

## 주요전시
- Korea, Now! Craft, Design, Mode et Graphisme en Corée[33] 파리 예술장식미술관, 프랑스 (2015)
- <交.향> 전 국립현대미술관(2015)
- 박금준, 한말글 변주곡,[34][35] 서울 (2013)
- 서울미술대전 한글트랜스, 서울시립남서울미술관 (2012)
- 한글.꿈.길. 박금준.[36][31] 서울 (2011)
- 한글날기념 ‘간판투성이’ 기획전시(2009)
- 디지로그601. 베를린, 에센, 바젤, 싱가포르[37] (2012-2013)
- 파리아트페스티벌, 파리 (2014, 2015)
- We love books, 파리 (2008, 2015)
- 우리의 행성을 축하한다, 파리 (2015)
- 트르나바 국제포스터트리엔날레, 슬로바키아(2000, 2003, 2006, 2009, 2012, 2015)
- 도야마 국제포스터트리엔날레, 일본(2000, 2003, 2006, 2009, 2012, 2015)
- 중국 국제포스터비엔날레, 항저우(2007, 2009, 2011, 2013, 2015)
- 모스크바 국제그래픽디자인비엔날레, 러시아(2000, 2004, 2006, 2008, 2010, 2012, 2014)
- 바르샤바 국제포스터비엔날레, 폴란드(2002, 2004, 2006, 2010, 2012)
- 쇼몽 국제포스터페스티벌, 프랑스(2005, 2007, 2008, 2009, 2010, 2012, 2017)
- 부르노 국제그래픽디자인비엔날레, 체코(1998, 2000, 2002, 2004, 2006, 2008, 2010)

## 작품 소장
- 덴마크 예술포스터박물관
- 독일 레드닷 뮤지엄
- 독일 프랑크푸르트 응용예술박물관
- 독일 함부르크 박물관
- 뮌헨 디자인 박물관
- 미국회의사당 도서관
- 쇼몽 도서관
- 암스테르담 시립 미술관
- 일본 CCGA
- 취리히 디자인 박물관
- 콜로라도주립대학
- 파리장식미술관
- 프랑스 국립도서관

## 기획출판 및 저서
- 우리는 가족이다
- 601아트북
- 캘린더는 문화다
- 표정에세이
- 내삶의 쉼표
- 2note:시간.공간
- 601 SPACE PROJECT
- 둘,어우름
- 간판투성이
- 601아트북프로젝트 2003-2010
- 바람소리 권기철작품집
- 한덕심, 너른들을 닮았어라
- 바바프로젝트8
- 누굴까?